# Clarice Reichstul
Clarice Reichstul é uma cineasta brasileira. Foi diretora da edição brasileira do Resfest, festival internacional de cinema e cultura pop. É filha do economista Henri Philippe Reichstul. Em 2016, ganhou o Troféu HQ Mix de "melhor projeto editorial" pelo livro O Fabuloso Quadrinho Brasileiro de 2015, do qual foi organizadora ao lado de Rafael Coutinho.